# Starosivenskaja
Starosivenskaja (in lingua russa Старосиверская) è una città della Russia, sul fiume Oredež, nell'Oblast' di Leningrado.